# Tristan Sommerfeldt
Tristan Christopher Sommerfeldt (* 16. Dezember 2004) ist ein deutscher Nordischer Kombinierer.

## Werdegang
Sommerfeldt, der für den WSC Erzgebirge Oberwiesenthal startet, gab am 25. August 2017 beim FIS Youth Cup Wettbewerb in Oberstdorf sein internationales Debüt. Im Sprint von der Mittelschanze und über zwei Kilometer belegte er den 20. Platz. In den folgenden Jahren nahm Sommerfeldt regelmäßig an internationalen Nachwuchsrennen teil. Bei den Nordischen Skispielen der OPA 2020 in Villach erreichte er den zweiten Platz im Team. Im Sommer 2020 nahm er erstmals an den deutschen Meisterschaften teil, welche damals in Oberstdorf ausgetragen wurden. Sommerfeldt belegte den 17. Platz unter den Herren sowie den zweiten Rang in der Juniorenkategorie. Gemeinsam mit Nick Schönfeld wurde er zudem Zwölfter im Teamsprint. Am 15. Januar 2021 debütierte er in Klingenthal als Teil der nationalen Gruppe im Continental Cup, dem Unterbau zum Weltcup. Am dritten Wettkampftag lief er auf den 26. Platz und gewann damit seine ersten Punkte im COC. Wenige Wochen später nahm er an den Nordischen Junioren-Skiweltmeisterschaften in Lahti teil. Nachdem er im Einzel nach der Gundersen-Methode den 15. Platz einnahm, verpasste er als Schlussläufer im Mixed-Team gemeinsam mit Christian Frank, Jenny Nowak und Maria Gerboth nur knapp die Medaillenränge. Ende März wurde er bei den Deutschen Jugend-Meisterschaften in Oberhof Meister in der Kategorie U17.
Am 28. August 2021 debütierte Sommerfeldt in Oberhof im Grand Prix, der höchsten Wettkampfserie im Sommer. Seinen ersten Punktgewinn konnte er hingegen erst wenige Tage später in Oberwiesenthal erzielen. Bei den deutschen Meisterschaften Ende Oktober wurde er erneut Vize-Juniorenmeister. Darüber hinaus erreichte er den 15. Platz im Herren-Einzel und wurde gemeinsam mit Jakob Fischer Dreizehnter im Teamsprint. Im Winter 2021/22 nahm Sommerfeldt regelmäßig an Continental-Cup-Wettbewerben teil und erreichte dabei meist die Punkteränge. Bei den Nordischen Junioren-Skiweltmeisterschaften 2022 in Zakopane gewann er im Gundersen Einzel die Bronzemedaille hinter Stefan Rettenegger und Perttu Reponen, womit er sich ein einjähriges persönliches Startrecht im Weltcup sicherte. Zwei Tage später wurde er gemeinsam mit Simon Mach, Nathalie Armbruster und Jenny Nowak Junioren-Weltmeister im Mixed-Team. Am 12. März 2022 debütierte er zum Abschluss der Weltcup-Saison 2021/22 in Schonach im Weltcup und belegte dabei den 43. Platz außerhalb der Punkteränge. Beim Europäischen Olympischen Jugendfestival Ende März 2022 in Vuokatti belegte er nach der zweitbesten Laufzeit aller Teilnehmer den neunten Rang.
Am 7. Januar 2023 erreichte Sommerfeldt als 28. im Massenstart in Otepää erstmals eine Platzierung in den Weltcup-Punkterängen. Bei den Nordischen Junioren-Skiweltmeisterschaften 2023 im kanadischen Whistler setzte sich Sommerfeldt als Schlussläufer am letzten Hang von seinen Konkurrenten aus Norwegen und Österreich ab und gewann so gemeinsam mit Richard Stenzel, Pepe Schula und Benedikt Gräbert den Staffelwettbewerb. Zwei Tage später ging er mit einem Rückstand von 1:04 Minuten auf die Loipe und gewann nach zwischenzeitlicher Führung auf der letzten Runde Silber hinter Iacopo Bortolas.

## Privates
Tristan ist der Sohn des ehemaligen Skilangläufers René Sommerfeldt.

## Statistik

### Weltcup-Platzierungen
| Saison  | Platz | Punkte |
| ------- | ----- | ------ |
| 2022/23 | 61.   | 003    |
| 2023/24 | 47.   | 058    |
| 2024/25 | 58.   | 030    |

### Grand-Prix-Platzierungen
| Saison | Platz | Punkte |
| ------ | ----- | ------ |
| 2021   | 54.   | 001    |
| 2023   | 18.   | 093    |
| 2024   | 26.   | 045    |

### Continental-Cup-Platzierungen
| Saison  | Platz | Punkte |
| ------- | ----- | ------ |
| 2020/21 | 71.   | 011    |
| 2021/22 | 53.   | 048    |
| 2022/23 | 37.   | 053    |
| 2023/24 | 29.   | 196    |
| 2024/25 | 29.   | 171    |

### Platzierungen bei Deutschen Meisterschaften
| Jahr und Ort      | Wettbewerb | Wettbewerb |
| Jahr und Ort      | Einzel     | Teamsprint |
| ----------------- | ---------- | ---------- |
| 2020 Oberstdorf   | 17.        | 12.        |
| 2021 Oberhof      | 15.        | 13.        |
| 2022 Hinterzarten | 16.        | 06.        |
| 2023 Klingenthal  | 09.        | —          |